# Cucujopsis setifer
Cucujopsis setifer is een keversoort uit de familie halstandhaantjes (Megalopodidae). De wetenschappelijke naam van de soort werd in 1946 gepubliceerd door Crowson.